# فرودگاه سائو فیلیپ
فرودگاه سائو فیلیپ (به انگلیسی: São Filipe Airport) یک فرودگاه همگانی با کد یاتا SFL است که یک باند فرود آسفالت دارد و طول باند آن ۱۵۰۰ متر است. این فرودگاه در کشور کیپ ورد قرار دارد و در ارتفاع ۲۰ متری از سطح دریا واقع شده است.
فرودگاه سائو فیلیپ در شهر سائو فیلیپ قرار دارد که مرکز استان فوگو است و در جنوب شرقی جزیره فوگو واقع شده است. این فرودگاه در سال ۲۰۱۱ ساخته شده است و به تازگی در سال ۲۰۲۱ از توسعه‌هایی مانند افزایش طول باند و ارتفاع بخش‌هایی از فرودگاه برای افزایش امنیت پروازی بهره‌مند شده است. فرودگاه سائو فیلیپ در حال حاضر توسط چند شرکت هواپیمایی داخلی به پایتخت کیپ ورد و شهرهای دیگری مانند میندلو و سال ربال متصل است.

## شرکت‌های هواپیمایی و مقصدهای پروازی
| شرکت‌های هواپیمایی                  | مقصدهای پروازی      |
| ---------------------------------- | ------------------- |
| بینتر کاناریاس اجرا توسط Binter CV | پرائیا              |
| کابو ورده اکسپرس                   | پرائیا، امیلکر کبرل |
| تی‌ای‌سی‌وی                           | پرائیا              |